# 猫組長
猫組長（ねこくみちょう、1964年〈昭和39年〉5月25日 - ）は、日本の投資家、評論家。
元ヤクザであり山口組・組織分裂後の神戸山口組の二次団体である佐藤組の本部長、及び三次団体である渡辺組の組長を務めていた。
本名は菅原 潮（すがわら うしお）。

## 経歴
兵庫県神戸市出身。父親は医学博士。父親の転勤のため中学3年のときに上京する。大学では経済学部に入学する。大学時代、日本は好景気に沸いていた。大学は2年生のときに中退し、先輩が勤めていた大阪の不動産会社に勤める。働きだして間もなく、バブル景気がやってくる。
バブルがピークを迎える頃、東京の証券会社で働いていた先輩から誘われ、4人の仲間とともに投資会社を持つことになる。バブルの波に乗って順調に稼ぐも、25歳くらいだったころの1989年、加藤暠が仕掛けた仕手戦に参加して失敗し、投資会社は倒産してしまう。このため個人資産5億円を失い、逆に2億円ほどの負債ができる。
このとき仕事の関係で知り合った、また債権者の1人でもあった山口組系組長を頼ったことで経済ヤクザとしての人生が始まる。企業から直接株を買う「新株引き受け、相対取引」で市場を通さず割安で株を手に入れることや、企業から直接情報を得るインサイダー取引を経験する。その後石油取引を通じて国際金融の知識とスキルを得る。
2012年6月14日、タイで逮捕される。2010年に仲間と共謀し、大阪市内にある通信販売会社の元社長から、およそ2億円の手形を騙し取ったとして国際手配されていた。
構成員18人ほどの山口組系団体の組長を務める。「組長」というアカウント名でTwitterを使い、発言をする。2012年6月13日を最後に休止状態だったTwitterを山口組が分裂する6日前の2015年8月21日より再開する。神戸山口組への離脱派であることを示唆し、山口組分裂騒動の内部情報をつぶやき続け、独自情報を次々と公開する。精度の高さと速報性で話題となった。2015年11月、『HARBOR BUSINESS Online』編集部からのインタビューに応じる。鈴木智彦（フリーライター）から直接取材を申し込まれ、同月、東京の料亭で初めて会う。
「事始め」というヤクザ社会の新年行事の日である2015年12月13日、ヤクザを引退して評論・執筆活動などを行う。それにともないTwitterのアカウント名を「猫組長」に改める。翌14日、滞在していた香港でメディア初の対面インタビューに応じる。このときインタビューをしたのは鈴木智彦だった。その後猫組長はタイなどを放浪し、現地のゲストハウスで元競馬騎手の安田康彦と会話していたことが2017年11月に明らかとなった。ただし、猫組長は安田が当時元競馬騎手であることを知らず、安田も対話相手が猫組長であることを帰国後にテレビで見るまで知らなかったと言う。
2016年2月22日、『HARBOR BUSINESS Online』に「オフショアで蠢く幽霊マネーの正体」を寄稿した。同年9月には渡邉哲也、工藤明男（柴田大輔）の2人と『R-ZONE』で鼎談をした。同年10月3日には『R-ZONE』への寄稿の中で、自分は「組織の持つ暴力性と経済を合理的に利用し、極めてプラグマティックにヤクザ人生を歩んできただけだ」と述べた。同月、沖田臥竜の著書『生野が生んだスーパースター　文政』（サイゾー）を「新しい試み」だと高く評価し、『R-ZONE』へ書評も寄稿した。同月23日には柴田大輔の著書『酒鬼薔薇聖斗と関東連合』（サイゾー）の書評を『R-ZONE』に寄稿した。

## 人物
- 自称ネコノミスト・ネコ評論家[16]。愛猫家で、Twitterでは猫の画像も頻繁に投稿する。だが、猫は飼っていない。
- 専門はマクロ経済学・金融市場論・ファイナンス[16]。
- 得意分野は国際金融取引と投資全般[16]。投資家としての顔も持つ[17][18]。
- 投資顧問会社から暴力団の世界に飛び込んだ「“カタギ出”のインテリ経済ヤクザ」（山口組関係者）とされる[19]。
- Twitterでは暴力団関連のツイートの他、経済ニュースやネットの炎上案件について言及することも多い。
- カラヴァッジョを高く評価し、「カラヴァッジョが醸し出す暴力性と芸術における才能に心を奪われた」、「カラヴァッジョは狂気の天才なのだろうと思う」と述べている[20][21]。
- 山口組分裂騒動についてメディアから解説を求められることがある[22][23]。

## 主張

### 投資
株に限らず投資に最も重要なのは「資金」と「情報」、そして「人間」だと述べている。

### 株取引
自らの経験を踏まえて、株取引の結論は次の4つだと述べている。
1. 株は市場で買うものではなく、企業に発行させて売るものである
2. 市場で流通する発行済み株式は企業から直接得た情報を基にしか買わない
3. 企業に発行させた株は市場で価格を上げてから売り抜ける
4. 仕手戦には参加しない

### 重要な情報
「本当の重要情報とは人間関係から得られるもの。決してネットからではありません。だから、投資で勝つためには人間関係を大切にすることが重要なのです。パソコンの前で日銀のリポートを読むより、外に出て人間関係を構築するほうがよほど重要だと思います」と述べている。

## TV出演
- ABEMA Prime（AbemaTV、2017年4月4日[24][25][26]）
- ビートたけしのTVタックル（テレビ朝日、2017年6月11日[27][28]）
- 猫組長経済セミナー（文化人放送局1 毎週木曜日）

## 週刊誌での連載
- 週刊『SPA!』で2016年4月26日号より「猫組長と西原理恵子の『ネコノミクス宣言』」を連載している[29]。
- 週刊『アサヒ芸能』で2016年7月28日号より渡邉哲也と共に「短期集中タブー対談」を連載している。

## 著書

### 単著
- 『アンダー・プロトコル : 政財暴一体で600億円稼いだ男の錬金哲学』徳間書店、2018年2月。ISBN 9784198645625。
- 『暴力が支配する一触即発の世界経済』ビジネス社、2019年4月。ISBN 978-4828420950。
- 『金融ダークサイド : 元経済ヤクザが明かす「マネーと暴力」の新世界』講談社、2019年7月。ISBN 9784065167434。
- 『ダークサイド投資術 元経済ヤクザが明かす「アフター・コロナ」を生き抜く黒いマネーの流儀』〈講談社+α新書〉2020年6月。ISBN 9784065203293。
- 『カルト化するマネーの新世界―元経済ヤクザが明かす「黒い経済」のニューノーマル』〈講談社+α新書〉2021年8月。ISBN 9784065246504。
- 『金融破綻や貧困をビジネスチャンスに変える黒い経済白書』ビジネス社、2021年12月。ISBN 9784828423548。
- 『正義なき世界を動かすシン地政学』ビジネス社、2022年9月。ISBN 9784828424286。

### 共著
- 渡邉哲也『山口組分裂と国際金融 : インサイダーが明かすヤクザとカネと世界経済の関係』徳間書店、2016年12月。ISBN 9784198642976。
  - 渡邉哲也『ヤクザとオイルマネー : 石油で250億円稼いだ元経済ヤクザが手口を明かす』徳間書店、2017年9月。ISBN 9784198644895。
  - 渡邉哲也『2019年 表と裏で読み解く日本経済 米中覇権戦争が生むポスト平成の正体』徳間書店、2018年9月。ISBN 9784198646899。
  - 渡邉哲也『バンブーカーテンの世界分断と破滅する韓国 2020年 表と裏で読み解く日本経済』徳間書店、2019年9月。ISBN 9784198649425。
  - 渡邉哲也『元経済ヤクザ×エコノミストが読み解く「安倍以後」の日本 政治・経済から対中戦略まで大激変の裏と表』徳間書店、2020年9月。ISBN 9784198651572。
- 沖田臥竜、柴田大輔『「惡問」のすゝめ : 「猫組」有名講師陣による禁断のドリル ヤクザ・暴走族の知られざる実態』徳間書店、2017年7月。ISBN 9784198643287。
- 伊藤博敏、三上洋、水谷竹秀、ほか『実録! ビットコイン&仮想通貨の深い闇』宝島社、2018年5月。ISBN 9784800283610。
- 西原理恵子『猫組長と西原理恵子のネコノミクス宣言』扶桑社、2018年6月。ISBN 9784594080013。
  - 西原理恵子『猫組長と西原理恵子のネコノミクス宣言 完全版』扶桑社、2019年3月。ISBN 9784594081867。
  - 西原理恵子『猫組長と西原理恵子のネコノミクス宣言―コロナ後の幸福論』扶桑社、2021年4月。ISBN 9784594087692。
- 中沢隆太『猫組長の投資顧問グループが明かす 2024年まで勝てる株式投資術』徳間書店、2022年10月。ISBN 9784198655242。

### 書籍への寄稿
- 「そこからですか!? 山口組」『密着! ビジュアル決定版 山口組 分裂抗争の全軌跡』宝島社、2015年。ISBN 9784800249333。
- 「弘道会と山健組の衝突を招いたカネと暴力のバランスシート」『山口組分裂「六神抗争」365日の全内幕 - 最新ビジュアルDX版!』宝島社、2016年。ISBN 9784800258441。[30]

## 関連人物
- 高須克弥
- 西原理恵子
- 西岡研介
- 鈴木智彦
- 有本香
- 渡邉哲也
- 竹垣悟
- 井川意高